# مؤتمر القمة بين الكوريتين في سبتمبر 2018
مؤتمر القمة بين الكوريتين في سبتمبر 2018 هو اللقاء الثالث بين قادة الكوريتين، مون جاي إن رئيس كوريا الجنوبية وكيم جونغ أون الزعيم الأعلى لكوريا الشمالية. عقدت القمة في الفترة من 18 إلى 20 سبتمبر 2018 في بيونغ يانغ في كوريا الشمالية. تعتبر هذه القمة الخامسة من نوعها بين كوريا الشمالية وكوريا الجنوبية، والثالثة منذ عام 2007.
ركز جدول أعمال القمة على ثلاثة مواضيع: تنفيذ إعلان بانمونجوم، التعاون الاقتصادي مع صياغة نظام السلام والعثور على إستراتيجية لحل المحادثات المعطلة مع الولايات المتحدة ومشكل نزع السلاح النووي من شبه الجزيرة الكورية.

## الخلفية
تعد هذه القمة الخامسة بين الكوريتين بعد الحرب الكورية في 1950-1953. وتسعى كوريا الشمالية خلال القمة الكورية المشتركة في سبتمبر إلى التعاون الاقتصادي والحصول على نتائج من كوريا الجنوبية. أعلنت وسائل الإعلام الرسمية في كوريا الشمالية عن اتفاق لعقد القمة التالية بين الكوريتين في بيونغ يانغ.

## الاستعدادات والانعقاد
في 31 أغسطس أعلن أن رئيس كوريا الجنوبية مون جاي إن سيبعث بوفد خاص إلى كوريا الشمالية في 5 سبتمبر لإجراء المزيد من المحادثات النووية وتحديد موعد القمة.
في 5 سبتمبر 2018، سافر مستشار الأمن القومي في كوريا الجنوبية تشونغ إيو يونغ، ومدير جهاز الاستخبارات الوطنية سوه هون وغيرهم من المبعوثين إلى كوريا الشمالية لعقد اجتماع مع كيم جونغ أون، حيث رتبوا القمة وساعدوا على إنقاذ الدبلوماسية النووية المتعثرة بين الولايات المتحدة وكوريا الشمالية. أعلن بعد ذلك أن القمة التي تستمر ثلاثة أيام ستعقد من 18 سبتمبر إلى 20 سبتمبر. وقد أكد المسؤولون الجنوب كوريون أن كيم جونغ أون قد حدد جدولاً زمنياً مقترحاً لنزع السلاح النووي ويعمل مع ترامب على تحقيق هذا الهدف.

## ردود الفعل
استقبلت وكالة الأنباء الصينية (شينخوا) قرار عقد القمة بين زعماء كوريا في بيونغ يانغ بحفاوة، معربة على أن الولايات المتحدة كان لها تأثير حيوي على «قضية شبه الجزيرة الكورية» وطلبت من واشنطن لعب دور أكثر ديناميكية في الشؤون الإقليمية. كما انتقدت الوكالة سلبا سياسة الولايات المتحدة اتجاه كوريا الشمالية واصفة إياها «بممارسة ضغوط قصوى» على الرغم من ان بيونغ يانغ بذلت جهودا «لاغلاق» موقع التجارب النووية الاولية في بونغي ري، وأعادت رفات الجنود الامريكيين من الحرب الكورية وتعزيز المفاوضات والتبادلات بين الشمال والجنوب.
في 19 سبتمبر، أشاد المتحدث باسم وزارة الخارجية الصينية جينغ شوانغ بالاجتماع، مشيرا إلى أنه أدى إلى آثار إيجابية تخفف التوترات العسكرية، وتشجع محادثات السلام وعملية نزع السلاح النووي المتطورة.